# Joaquim Muns Albuixech
Joaquim Muns (i) Albuixech (ur. 25 czerwca 1935 w Barcelonie, zm. 2 listopada 2015 tamże) – hiszpański ekonomista, polityk i nauczyciel akademicki, poseł do Kongresu Deputowanych, od 1987 do 1989 poseł do Parlamentu Europejskiego II kadencji.

## Życiorys
Ukończył studia ekonomiczne i prawnicze na Uniwersytecie Barcelońskim, kształcił się też w London School of Economics. W 1972 obronił doktorat z ekonomii. Został profesorem teorii ekonomii na uczelni ESADE w Barcelonie, zaś na Uniwersytecie Barcelońskim nauczał o organizacji handlu międzynarodowego; wykładał też na American University w Waszyngtonie oraz w International Monetary Institute. W swoich badaniach szczególną uwagę poświęcał krajom Ameryki Południowej, współpracował z Międzynarodowym Funduszem Walutowym w ramach programów wspierających te państwa. Zajmował stanowisko dyrektora wykonawczego MFW (1978–1980) oraz Banku Światowego (1980–1982). Został także doradcą ekonomicznym władz m.in. Katalonii, Meksyku, Ekwadoru, Kostaryki, Wenezueli i Nikaragui. Autor ponad 130 książek i publikacji dotyczących ekonomii międzynarodowej, polityki monetarnej, integracji europejskiej i historii gospodarczej.
W 1987 wybrany posłem do Parlamentu Europejskiego z listy partii Konwergencja i Unia. Przystąpił do frakcji liberalno-demokratycznej. Został wiceprzewodniczącym Delegacji ds. stosunków z państwami Ameryki Południowej (1987–1989), a także członkiem m.in. Komisji ds. Gospodarczych i Walutowych oraz Komisji ds. Rozwoju i Współpracy. Od 1987 współpracował z Instituto de Estudos Cataláns, zaś od 1994 do 2004 zasiadał w zarządzie Banku Hiszpanii.
Odznaczony m.in. Krzyżem św. Jerzego (1984) oraz Nagrodą Ekonomiczną Króla Jana Karola I (2008), a także wyróżnieniami uniwersyteckimi i dziennikarskimi.